# Martijn van Tuijl
Martijn van Tuijl, bijgenaamd Talski, is een Nederlandse rafter. Zijn specialiteiten zijn de sprint, H2H en de slalom in de R4 en R6, waarin hij diverse malen Nederlands Kampioen is geworden.
In 2007 raakte hij in aanraking met het raften doordat Van Tuijl door het Volmolen Energie Team (VET) is gevraagd om mee te trainen. Hierna werd hij lid van het Nederlandse raftteam en heeft diverse wedstrijden mee gevaren.
Van Tuijl heeft deelgenomen aan het wereldkampioenschappen raften 2009 in Banjaluka, nadat hij bij het Nederlands kampioenschap raften 2008 zich samen met Team VET heeft gekwalificeerd.

## Prestaties
- 2009: 16e WK R6 in Bosnië en Herzegovina
- 2009: 1e  NK R6
- 2008: 12e EK R6 in Oostenrijk
- 2008: 1e  NK R6